# 约翰·吉尔古德
约翰·吉尔古德爵士（英語：Sir Arthur John Gielgud，1904年4月14日—2000年5月21日），英国资深演员，导演和制片人，艺术生涯跨越八十年。擅长表演莎士比亚戏剧。吉尔古德是为数不多的演艺圈大满贯（获得过艾美奖、格莱美奖、奥斯卡奖、托尼奖的竞赛类单元大奖）获得者。

## 出生和家庭背景
约翰·吉尔古德出生于伦敦的南肯辛顿。是女演员凯特·特里的外孙。。吉尔古德的父亲是信仰天主教的弗朗齐歇克·吉尔古德，出生于1880年，是一个波兰贵族家庭的后裔。居住在蓋爾高迪什基斯。吉尔古德在他的自传中多次明确，他的父亲是波兰天主教徒，并提到他的祖籍是那里，他的家人和他们的姓氏起源于蓋爾高迪什基斯。
他的哥哥瓦尔·吉尔古德在BBC广播电台工作。弟弟刘易斯是一位学者，作家，情报人员和人道主义工作人员。侄女马伊纳·吉尔古德是一名舞蹈演员，是澳大利亚芭蕾舞团，丹麦皇家芭蕾舞团的艺术总监。

## 个人生活
吉尔古德1953年曾因同性恋行为被警方逮捕。他一生中很少公开谈论自己的感情生活。
2000年5月约翰·吉尔古德死于呼吸道感染。

## 奖项和荣誉
- 劳伦斯·奥利弗奖

1985年：特别奖
- 奥斯卡奖

1981年：最佳男配角
- 艾美奖

1991年：短剧或电视电影最佳男主角
- 托尼奖

1961年：最佳导演（戏剧）
- 格莱美奖

1979年：
- 纽约影评人协会奖

1977年：最佳男主角
1981年：最佳男配角
- 洛杉矶影评人协会奖

1981年：最佳男配角
1985年：最佳男配角
- 金球奖

1981年：最佳男配角

## 作品
- Who Is the Man? (1924)
- Insult（英语：Insult (film)） (1932)
- The Good Companions (1933)
- 《間諜》(Secret Agent) (1936)
- Julius Caesar（英语：Julius Caesar (1953 film)） (1953)
- Richard III（英语：Richard III (1955 film)） (1955)
- 《环游世界八十天》(Around the World in Eighty Days) (1956)
- Saint Joan（英语：Saint Joan (1957 film)） (1957)
- The Barretts of Wimpole Street (1957)
- Becket（英语：Becket (1964 film)） (1964)
- Hamlet（英语：Richard Burton's Hamlet） (1964)
- 《夜半钟声》（Chimes at Midnight） (1965)
- The Loved One（英语：The Loved One (film)） (1965)
- 《解碼謎情》(Sebastian（英语：Sebastian (1968 film)） )(1968)
- The Charge of the Light Brigade（英语：The Charge of the Light Brigade (1968 film)） (1968)
- Oh! What a Lovely War (1969)
- Julius Caesar（英语：Julius Caesar (1970 film)） (1970)
- Eagle in a Cage (1972)
- Lost Horizon（英语：Lost Horizon (1973 film)） (1973)
- Frankenstein: The True Story (1973)
- 11 Harrowhouse (1974)
- 《东方快车谋杀案》（Murder on the Orient Express） (1974)
- Gold（英语：Gold (1974 film)） (1974)
- Aces High（英语：Aces High (film)） (1976)
- The Picture Of Dorian Gray（英语：The Picture of Dorian Gray (1976 TV)） (1976)
- Providence（英语：Providence (1977 film)） (1977)
- 《罗马帝国艳情史》 (1979)
- The Human Factor（英语：The Human Factor (1979 film)） (1979)
- The Orchestra Conductor（英语：The Orchestra Conductor） (1980)
- 《象人》(The Elephant Man )(1980)
- The Formula（英语：The Formula (1980 film)） (1980)
- Lion of the Desert（英语：Lion of the Desert） (1981)
- 《二八佳人花公子》() (1981)
- 《烈火戰車》（Chariots of Fire） (1981)
- 《甘地傳》（Gandhi） (1982)
- Wagner（英语：Wagner (mini-series)） (1983)
- 《邪惡拜金女》( The Wicked Lady（英语：The Wicked Lady (1983 film)）) (1983)
- The Scarlet and The Black (1983)
- The Master of Ballantrae (1984)
- The Far Pavilions (1984)
- The Shooting Party (1985)
- Plenty（英语：Plenty (film)） (1985)
- The Canterville Ghost（英语：The Canterville Ghost (1986 film)） (1986)
- 《兩世奇人》(Time After Time（英语：Time After Time (1986 film)）) (1986)
- The Whistle Blower (1986)
- 《死亡約會》(Appointment with Death )(1988)
- War and Remembrance（英语：War and Remembrance (mini-series)） (1988)
- 《二八佳人花公子續集》(Arthur 2: On the Rocks) (1988)
- 《最佳女友》(Getting it Right) (1989)
- 《魔法师的宝典》（Prospero's Books） (1991)
- 《愛在戰火蔓延時》(Shining Through) (1992)
- Swan Song（英语：Swan Song (film)） (1992)
- 《小子要自強》(The Power of One（英语：The Power of One (film)） )(1992)
- Scarlett（英语：Scarlett (TV miniseries)） (1994)
- 《第一武士》(First Knight) (1995)
- 《穿梭陰陽戀》(Haunted) (1995)
- 《伴我一世情》The Portrait of a Lady（英语：The Portrait of a Lady (1996 film)） (1996)
- 《哈姆雷特》(Hamlet（英语：Hamlet (1996 movie)）) (1996)
- 《闪亮的风采》(Shine) (1996)
- 《梅林》Merlin (1998)
- 《伊莉莎白》（Elizabeth） (1998)
- 《魔劍奇兵》(Quest for Camelot) (1998)
- Catastrophe（英语：Catastrophe (play)） (2000)